# Gomphus davidi
Gomphus davidi är en trollsländeart som beskrevs av Selys 1887. Gomphus davidi ingår i släktet Gomphus och familjen flodtrollsländor. IUCN kategoriserar arten globalt som livskraftig. Inga underarter finns listade i Catalogue of Life.